# 賈敦頤
賈敦頤（6世纪?—650年代），曹州冤句县（今山東省菏澤市曹縣）人。唐朝初年地方官员，為政廉潔。
贞观中，历迁沧州刺史。贞观二十三年（649年），转瀛州刺史。永徽五年（654年），累迁洛州刺史，寻卒。與弟賈敦實並有賢名，百姓共立二碑以紀念其兄弟，稱作「棠棣碑」。
唐初，鄭穗本刺瀛州，賈敦頤刺冀州，薛大鼎刺滄州，三人皆有名，因所在地為鼎足之勢，被讚為“鐺腳刺史”。

## 延伸阅读
[在维基数据编辑]
 在维基文库阅读此作者作品
 《舊唐書·卷185上》，出自刘昫《舊唐書》